# Max Hermann Bork
Max Hermann Bork, auch fälschlicherweise Max von Bork (* 1. Januar 1899 in Forsthaus Lasdehnen, Kreis Pillkallen, Ostpreußen; † 4. Juli 1973 in Twielenfleth bei Stade) war ein deutscher Offizier, zuletzt Generalleutnant im Zweiten Weltkrieg.

## Leben
Max Bork trat am 31. Juli 1916 als Fahnenjunker in das Infanterie-Regiment 176 ein und diente als Offizier im Ersten Weltkrieg an der Westfront. Am 20. November 1917 wurde er zum Leutnant ernannt (Patent 12. September 1916). 1918 wurde er verwundet und erlebte das Kriegsende als Führer einer Kompanie.
Nach Ende des Krieges wurde er in die Reichswehr übernommen und wirkte von 1921 bis 1930 in unterschiedlichen Funktionen im 3. Infanterie-Regiment (Deutsch-Eylau). Anschließend absolvierte er seine Ausbildung zum Generalstabsoffizier und er von 1935 für ein Jahr als Kommandeur einer Kompanie beim Infanterie-Regiment 23 in Rastenburg, der 11. Infanterie-Division unterstellt, eingesetzt wurde.
Von August 1936, mit der Beförderung zum Major, bis April 1938 war er Generalstabsoffiziere (Ia) bei der neu aufgestellten 9. Infanterie-Division (Gießen). Von hier wurde er erst in den Stab der 45. Infanterie-Division (Linz) kommandiert und diente dann ab 24. November 1938 in der 5. Abteilung des Oberquartiermeisters I im OKH. Am 1. April 1939 erfolgte seine Beförderung zum Oberstleutnant mit RDA 1. Februar 1939. Ab August 1939 war er im Generalstab des Heeres beim Chef des Transportwesens eingesetzt und war ab 15. Januar 1940 auch im Generalstab Chef der Feldtransportleitung unter dem Chef des Transportwesens. Im August 1941 wurde er zum Oberst i. G. befördert und übergab Mitte Januar 1942 den Posten an Oberst i. G. Karl-Theodor Koerner.
Ab Mitte Januar 1942 war er Chef des Generalstabs des LIII. Korps an der Ostfront und blieb in dieser Position bis 15. Februar 1943. Er kam in die Führerreserve, übernahm aber vom 10. März 1943 an, ab 1. April 1943 als Generalmajor, die Position des Stabschefs bei der wieder aufgestellten 6. Armee wieder an der Ostfront. Am 14. April 1944 gab er den Posten ab und wurde am 20. April 1944 zur Einarbeitung zum Wehrkreiskommandos Generalgouvernement kommandiert. Vom 5. Mai 1944 bis 14. August 1944 war er Stabschef des Wehrkreiskommandos Generalgouvernement. Anfang Juli 1944 wurde er zum Generalleutnant befördert. Von Mitte August 1944 an war er erneut in der Führerreserve.
Vom 18. September 1944 bis März 1945 war er Kommandeur der neu aufgestellten 47. Volksgrenadier-Division. Die Division wurde erst nach Aarhus verlegt und kam dann im Oktober 1944 zur Heeresgruppe B an die Westfront. Bei der Schlacht um Aachen kämpfte die Division unter seinem Kommando. In den letzten Kriegstagen wurde Bork von Ende März 1945 bis Mitte April 1945 mit der Führung des XIII. Armeekorps beauftragt. Anschließend wurde er zum Kommandierenden General des spontan gebildeten Korps Bork ernannt, welches in Thüringen und Sachsen kämpfte. Anfang Mai 1945 gab er Befehl für die Verteidigung Salzburgs. Es blieb aber beim Befehl, welchen der Kampfkommandant Oberst Hans Lepperdinger nicht umsetzte und Salzburg kampflos übergab.
Er ging in alliierte Kriegsgefangenschaft und blieb bis 1948 interniert. Nach der Freilassung wohnte er erst nach Braunschweig und später in Brunswik.
Max Bork hatte am 20. März 1943 von der Verwertungsstelle den von den Nationalsozialisten konfiszierten Hausstand von Julius Fromm für knapp 2500 Reichsmark gekauft.

## Auszeichnungen
- Eisernes Kreuz (1914) II. und I. Klasse
- Verwundetenabzeichen (1918) in Schwarz
- Spange zum Eisernen Kreuz II. und I. Klasse
- Deutsches Kreuz in Gold am 16. August 1942
- Ritterkreuz des Eisernen Kreuzes am 11. Mai 1945[6]

## Werke (Auswahl)
- Das deutsche Wehrmachttransportwesen–eine Vorstufe europäischer Verkehrsführung. In: Wehrwissenschaftliche Rundschau 2, 1952, S. 50–56.